# 840
| 840                |
| ------------------ |
| Dødsfald - Fødsler |
|                    |

| Gregoriansk kalender | 840 DCCCXL              |
| Ab urbe condita      | 1593                    |
| Armensk kalender     | 289 ԹՎ ՄՁԹ              |
| Kinesiske kalender   | 3536 – 3537 己未 – 庚申 |
| Etiopisk kalender    | 832 – 833               |
| Jødisk kalender      | 4600 – 4601             |
| Hindukalendere       |                         |
| - Vikram Samvat      | 895 – 896               |
| - Shaka Samvat       | 762 – 763               |
| - Kali Yuga          | 3941 – 3942             |
| Iransk kalender      | 218 – 219               |
| Islamisk kalender    | 225 – 226               |

Se også 840 (tal)